# Raymond Verheijen
Raymond Verheijen (Amsterdam, 23 november 1971) is een Nederlands voetbalcoach en auteur van diverse boeken over voetbal en inspanningsfysiologie.
Verheijen heeft bij verschillende clubs en nationale elftallen gewerkt als assistent- en inspanningstrainer. Hij wordt door diverse collega's gerespecteerd vanwege zijn kunde op inspanningsfysiologie in het voetbal en werkte veelvuldig samen met Guus Hiddink, Dick Advocaat en Frank Rijkaard. Verheijen staat ook bekend om zijn controversiële uitspraken en ongezouten kritiek op collega's.

## Biografie
Verheijen werd geboren in 1971 in Amsterdam. In zijn jeugd speelde hij twee seizoenen als doelman voor DWS in de landelijke jeugdcompetitie. Ook speelde hij in het Nederlands voetbalelftbal onder 17. Op 18-jarige leeftijd moest hij echter, door een chronische heupblessure, zijn ambitie om profvoetballer te worden, vergeten. Hierna volgde hij een opleiding bewegingswetenschappen aan de Vrije Universiteit Amsterdam. In 1995 studeerde hij af met de scriptie Total distance covered and time-motion analysis in soccer. Hij verwerkte de resultaten van deze scriptie in het boek Handboek voetbalconditie.
Na het afronden van zijn studie kwam hij in dienst van de KNVB en in 1998 werd hij door bondscoach Frank Rijkaard als inspanningsfysioloog toegevoegd aan het Nederlands voetbalelftal. Hij behield deze functies onder de latere bondscoach Louis van Gaal. In 2002, nadat Nederland het Wereldkampioenschap voetbal 2002 was misgelopen, voegde bondscoach Guus Hiddink Verheijen toe aan de staf van het Zuid-Koreaans voetbalelftal. Hierna keerde hij terug bij de KNVB om assistent te worden van Dick Advocaat, onder andere tijdens het Europees kampioenschap voetbal 2004. Op het Wereldkampioenschap voetbal 2006 was Verheijen wederom assistent van Advocaat, ditmaal bij Zuid-Korea.
In 2006 verliet Verheijen de KNVB en trad hij toe tot de jeugdopleiding van Feyenoord. Daarnaast was hij in het seizoen 2006-2007, weinig succesvol, trainer van amateurclub DOVO uit Veenendaal. In 2008 was Verheijen assistent bij het Russisch voetbalelftal onder Guus Hiddink. In 2008 en 2009 schreef Verheijen twee standaardwerken voor de KNVB over het periodiseren van het prof- en amateurvoetbal.
In 2009 richtte Verheijen zijn eigen bedrijf Raymond Verheijen Coaching op en besloot voortaan nog enkel op freelancebasis te werken voor diverse clubs. In deze rol assisteerde hij onder andere Frank Rijkaard bij FC Barcelona, Guus Hiddink bij Chelsea FC, Dick Advocaat bij Zenit Sint-Petersburg en Mark Hughes bij Manchester City FC. In 2011 werd Verheijen assistent van Gary Speed bij het Welsh voetbalelftal. Na het plotselinge overlijden van Speed in 2012 ontstond er in Groot-Brittannië controverse, doordat Verheijen zichzelf te vroeg naar voren zou hebben geschoven als opvolger. Uiteindelijk leverde Verheijen, na het aanstellen van Chris Coleman, zijn contract in. In 2012 werd Verheijen door Dick Advocaat toegevoegd aan de staf van het Russisch voetbalelftal voor het Europees kampioenschap voetbal 2012. Hierna was hij nog vijf maanden actief als assistent-trainer voor het Armeens voetbalelftal, tot hij deze functie niet langer kon combineren met zijn overige werkzaamheden.
Sinds 2012 richt Verheijen zich voornamelijk op de World Football Academy, zijn eigen voetbalopleidingscentrum, waarmee hij actief was in onder andere Japan, Zuid-Afrika, Engeland, Dubai, de Verenigde Staten, Argentinië en Australië. In 2014 vatte hij zijn theorie samen in het boek, Football Periodisation, dat werd uitgegeven in het Engels en het Japans. Het boek bevatte bijdragen van onder andere Guus Hiddink, Louis van Gaal, Dick Advocaat, Frank Rijkaard, Johan Neeskens en Marco van Basten. Op de voorkant van het boek stond spits Craig Bellamy, waarmee Verheijen samenwerkte bij Wales en Manchester City. In 2015 bracht hij het boek Hoe simpel wil je het hebben? uit, dat werd vertaald in het Engels en Portugees.